# Yoshizumi Ogawa
Yoshizumi Ogawa (japanisch 小川 佳純 Ogawa Yoshizumi; * 25. August 1984 in Tokio, Präfektur Tokio) ist ein  japanischer Fußballtrainer und ehemaliger Fußballspieler.

## Karriere

### Spieler
Ogawa erlernte das Fußballspielen in der Universitätsmannschaft der Meiji-Universität. Seinen ersten Vertrag unterschrieb er 2007 bei Nagoya Grampus. Der Verein spielte in der höchsten Liga des Landes, der J1 League. 2009 erreichte er das Finale des Kaiserpokal. Mit dem Verein wurde er 2010 japanischer Meister. Für den Verein absolvierte er 286 Erstligaspiele. 2017 wechselte er zum Ligakonkurrenten Sagan Tosu. Für den Verein absolvierte er fünf Erstligaspiele. Im August 2017 wechselte er zum Ligakonkurrenten Albirex Niigata. Am Ende der Saison 2017 stieg der Verein in die zweite Liga ab. In der Saison 2018 wurde er an seinen ehemaligen Verein Sagan Tosu ausgeliehen.
Am 1. Februar 2020 beendete er seine Karriere als Fußballspieler.

### Trainer
Yoshizumi Ogawa übernahm am 1. Februar 2020 das Traineramt beim FC Tiamo Hirakata. Der Verein aus Hirakata spielte in der Kansai Soccer League. 2020 wurde er mit dem Klub Meister und stieg in die vierte Liga, die Japan Football League, auf.

## Erfolge

### Spieler
Nagoya Grampus
- J1 League

Meister: 2010
Vizemeister: 2011
- Kaiserpokal

Finalist: 2009
- Japanischer Supercup: 2011

### Trainer
FC Tiamo Hirakata
- Kansai Soccer League (Div. 1): 1. Platz  ▲

## Auszeichnungen
- J.League Best Young Player: 2008